# 加拿大華人情緒健康協會
加拿大華人情緒健康協會 (英語：Chinese Mental Wellness Association of Canada) 是一個非營利組織。

## 任務
“透過義工隊的致力服務，旨在協助情緒及精神疾病患者，進而培訓他們起著薪火相傳、助己助人的作用，并通過教育社區大眾對精神疾病的認識，消除社會對精神疾病的歧視。”

## 歷史
加拿大華人情緒健康協會是一註冊非牟利慈善機構。 1995年成立為一民營義工團。

## 外部連結
- 加拿大華人情緒健康協會（页面存档备份，存于）
- East meets west in therapy